# ユリウス・エプシュタイン
ユリウス・エプシュタイン（Julius Epstein, 1832年8月7日 アグラム - 1926年3月3日 ウィーン）はオーストリア＝ハンガリー二重帝国のピアニスト。クロアチア出身のユダヤ人音楽家で、ヨハネス・ブラームスの親友やグスタフ・マーラーの恩師として名高い。

## 経歴
地元アグラムで詩人で合唱指揮者のヴァトロスラフ・リヒテンエッガーに学んだ後、ウィーンでヨハン・ルフィナッチャに作曲を、アントン・ハルムにピアノを師事。1852年にデビューしてから、ウィーンで最も高名なピアニストおよび音楽教師のひとりとなった。1867年から1901年までウィーン音楽院の教授となり、イグナーツ・ブリュルやマルツェラ・ゼンブリヒ、エリーザベト・シュトックハウゼン、マティルデ・クラリークらを輩出する。出版譜の校訂にも携わり、ベートーヴェンのピアノ・ソナタ全集やメンデルスゾーンのピアノ曲全集、シューベルト全集学術校訂版に関わった。ほかにヴィルヘルム・フリーデマン・バッハの《12のポロネーズ》も校訂している。
娘のルドルフィーネはチェリストに、ウジェニーはヴァイオリニストになり、それぞれ1870年代半ばにドイツやオーストリアで演奏活動を行い大成功をおさめている。息子のリヒャルト（1869年 - 1921年）は父親の後を継ぎ、ピアニストおよびウィーン音楽院ピアノ科教授になった。